# Sam Wills
Sam Wills, také Tape Face (* 28. srpna 1978) je novozélandský komik a busker, který nyní žije v Londýně. Na veřejnosti vystupuje od roku 2001 až do současnosti pod přezdívkou Tape Face, dříve The Boy With Tape On His Face. Objevil se na několika menších, ale i mezinárodních festivalech a byl finalistou soutěže America's Got Talent v roce 2016.
Získal také mnoho ocenění. Například v roce 2016 získal ocenění od neziskové organizace Variety Artists Club of New Zealand.